# Kietlice (Głubczyce)
Kietlice  (deutsch Kittelwitz, 1936–1945 Kitteldorf) ist ein Ort in der Stadt- und Landgemeinde Głubczyce (Leobschütz) im Powiat Głubczycki der Woiwodschaft Opole in Polen. 

## Geographie

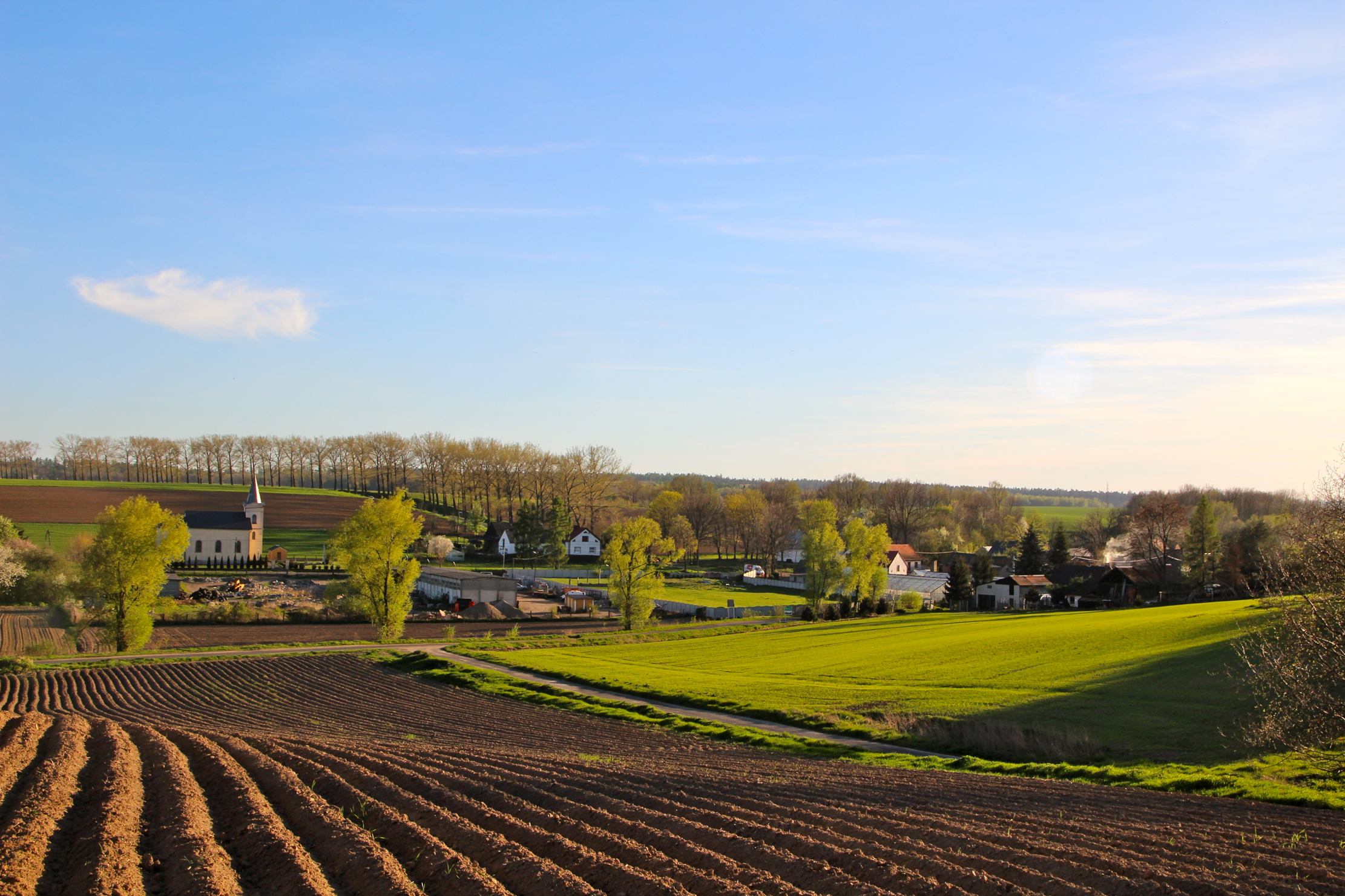
Blick auf Kietlice

Das Straßendorf Kietlice liegt neun Kilometer nördlich von Głubczyce (Leobschütz) und 53 Kilometer südwestlich von Opole (Oppeln) in der Nizina Śląska (Schlesische Tiefebene) am Gnojnik, einem linken Zufluss der Stradunia (Straduna). Durch den Ort verläuft die Woiwodschaftsstraße Droga wojewódzka 416. 
Nachbarorte von Kietlice sind im Westen Ściborzyce Małe (Steuberndorf), im Norden Klisino (Gläsen), im Osten Biernatów (Berndau) sowie im Südosten Królowe (Königsdorf).

## Geschichte

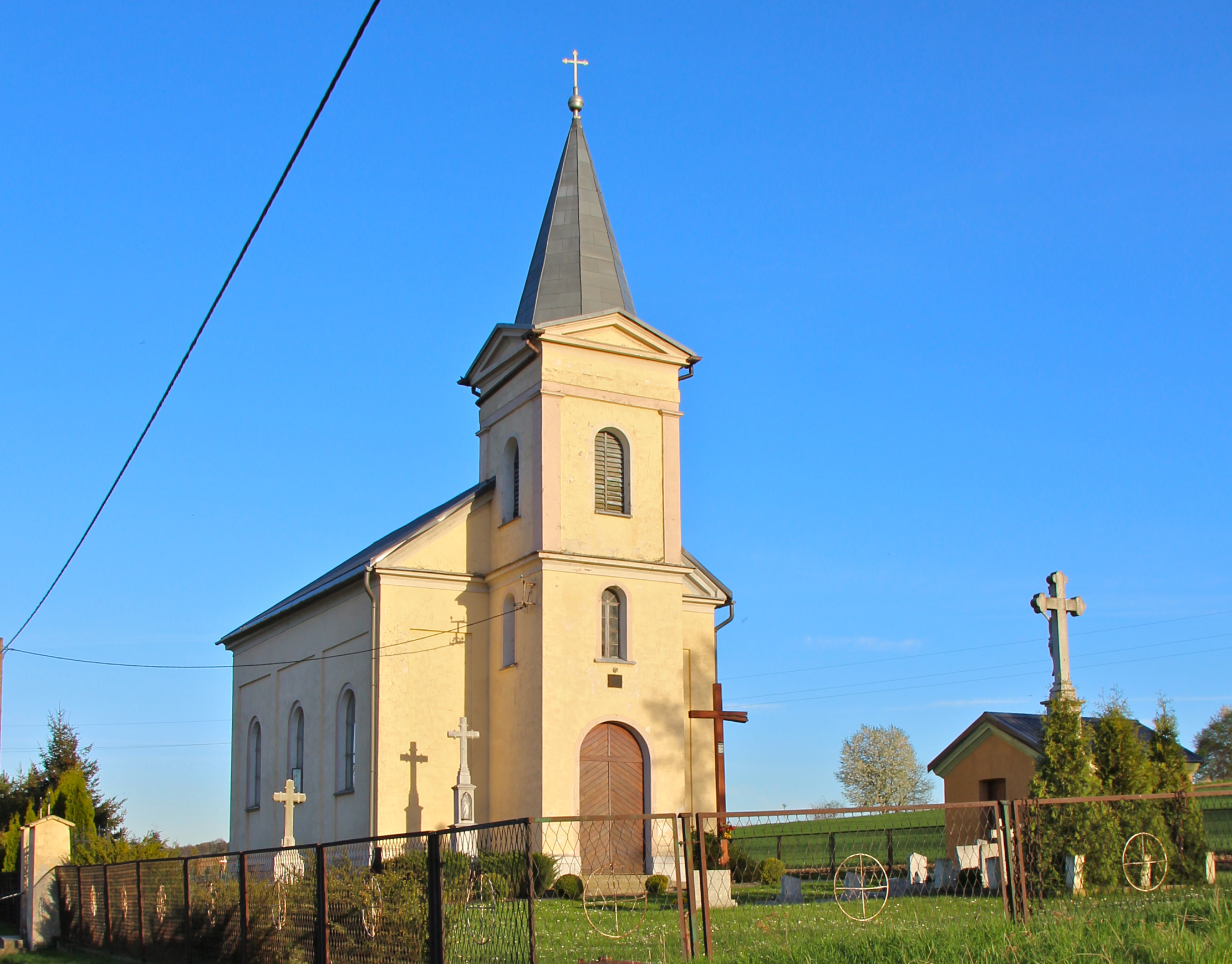
St.-Joseph-Kirche

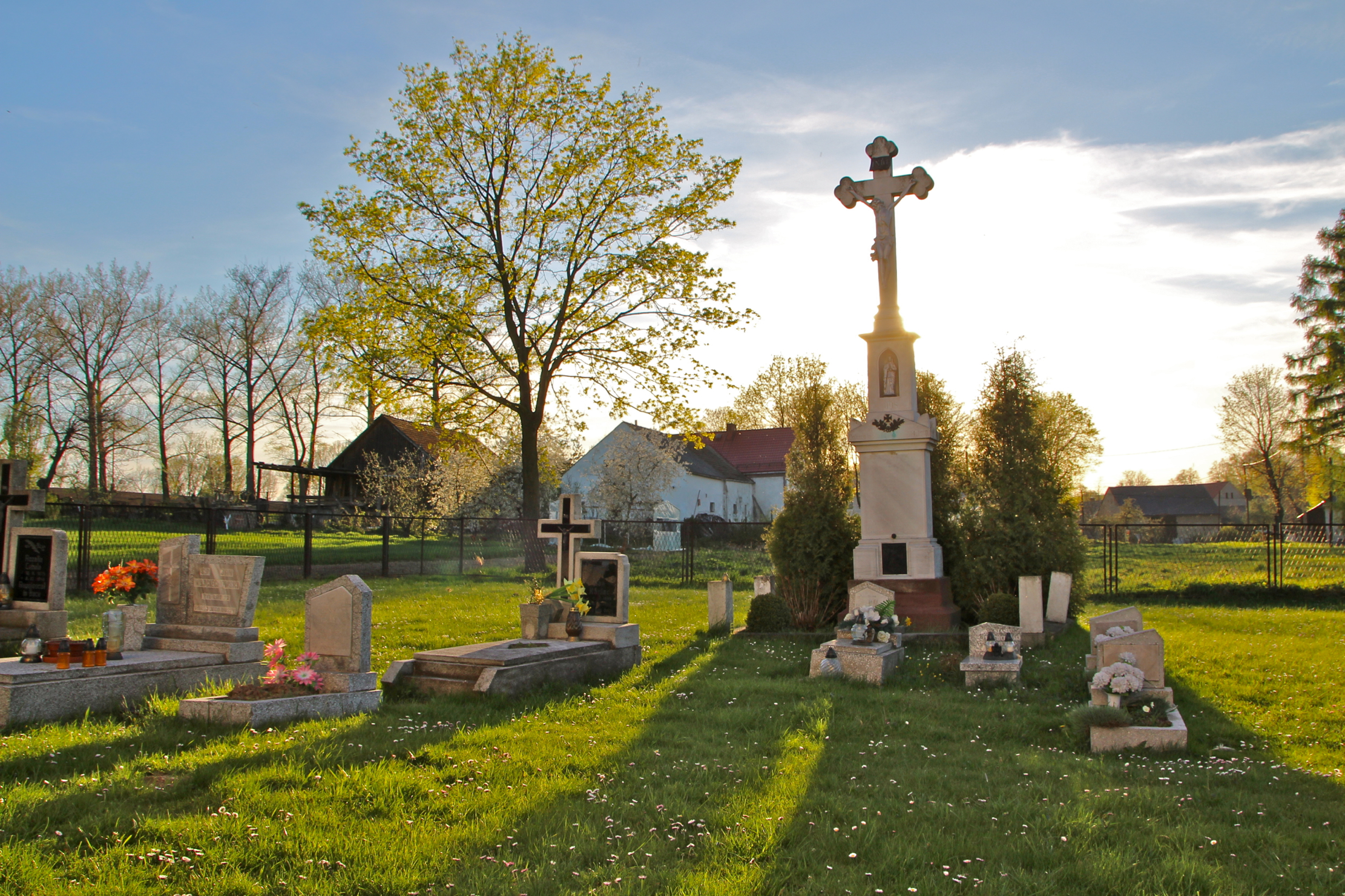
Gefallenendenkmal auf dem Dorffriedhof

Der Ort wurde 1377 erstmals als Ketelicz erwähnt. Der Ortsname leitet sich vom Personennamen Kyta oder Kytla ab, der Sitz der Familie Kytla. 1434 wurde es in der Schreibweise Kytlicze bzw. 1455 Kittlitz erwähnt. 1581 erwarb die Stadtgemeinde Leobschütz den Ort Kittelwitz von Wenzel Scheliha und Siegismus Scheliha von Rzuchow.
Nach dem Ersten Schlesischen Krieg 1742 fiel Kittelwitz mit dem größten Teil Schlesiens an Preußen.
Nach der Neugliederung der Provinz Schlesien gehörte die Landgemeinde Kittelwitz ab 1816 zum Landkreis Leobschütz, mit dem sie bis 1945 verbunden blieb. 1817 wurde im Ort eine Schule eingerichtet. 1845 bestanden im Dorf eine katholische Schule, eine Wassermühle und 72 Häuser. Im gleichen Jahr lebten in Kittelwitz 413 Einwohner, davon einer evangelisch. 1861 zählte Kittelwitz 12 Bauern, 16 Gärtner- und 34 Häuslerstellen sowie zwei Steinbrüche und eine Wassermühle. 1874 wurde der Amtsbezirk Sabschütz gegründet, der die Landgemeinden Kittelwitz, Königsdorf, Sabschütz und Schlegenberg und die Gutsbezirke Kaltenhausen und Schlegenberg umfasste.
Bei der Volksabstimmung in Oberschlesien am 20. März 1921 stimmten in Kittelwitz 292 Personen für einen Verbleib bei Deutschland und eine für Polen. Kittelwitz verblieb wie der gesamte Stimmkreis Leobschütz beim Deutschen Reich. Ab 1933 führten die nationalsozialistischen Machthaber groß angelegte Umbenennungen von Ortsnamen slawischen Ursprungs durch. So wurde am 12. Juni 1936 Kittelwitz in Kitteldorf umbenannt. 1933 wurden 373 Einwohner gezählt, 1939 waren es 355.
1945 kam der bisher deutsche Ort unter polnische Verwaltung, wurde in Kietlice umbenannt und der Woiwodschaft Schlesien angeschlossen. Im Sommer 1946 wurde die deutsche Bevölkerung vertrieben. 1950 wurde Kietlice der Woiwodschaft Opole zugeteilt. Seit 1999 gehört es zum Powiat Głubczycki. 

## Sehenswürdigkeiten
- Die römisch-katholische Kirche St. Joseph (Kościół św. Józefa) wurde 1881 errichtet. Sie steht seit 2011 unter Denkmalschutz.[7]
- Denkmal für die Gefallenen des Ersten Weltkriegs
- Zweistöckige Glockenkapelle